# Шенье, Андре
Андре́ Мари́ де Шенье́ (фр. André Marie de Chénier; 30 октября 1762, Константинополь — 25 июля 1794, Париж) — французский поэт, журналист и политический деятель. Стал одной из жертв революционного террора.

## Биография
Шенье родился в Константинополе в семье французского дипломата и писателя Луи Шенье. Воспитывался в Париже, где у матери был салон, который посещали многие литераторы, учёные и художники.
Условно жизненный путь Шенье можно разделить на два основных этапа. Первый этап жизни Шенье ознаменовался лишь путешествиями в Швейцарию и Италию. К этому времени относятся поэтические произведения Шенье на античные мотивы, а также стихи о привольной молодой жизни в Париже.
По возвращении из Англии, совпавшему с событиями 1789 года, начинается второй период короткой жизни Шенье, который печально закончился его смертью на эшафоте. Шенье выступает в это время уже вдумчивым и смелым патриотом и общественным деятелем, и это находит отражение в его поэтическом творчестве. Внимание и наблюдательность Шенье, которые он проявлял к жизни, заметны в его ранних заметках о различных характерах, позволяющих сравнивать Шенье с Лабрюйером. Но теперь Шенье не только наблюдатель, но и участник жизни. В 1789 г. Шенье состоял в «Обществе Трюдэнов», основанном его друзьями и товарищами по Наваррскому коллежу, братьями Трюдэнами и де Панжами. Вместе с ними он горячо приветствовал революцию. Само название печатного органа общества, «Journal de la société de 1789», характеризует царившие настроения.
Однако Шенье и его друзья обеспокоены антиконституционной деятельностью клубов, нарушавшей правильную и спокойную созидательную работу уполномоченных страны. Брат Шенье Мари-Жозеф сближается с якобинцами, но сам Андре возлагает все надежды на деятельность законодателей. Об этом и первая политическая статья Шенье: «Совет французскому народу о его настоящих врагах», датированная 28 августа 1790 г. Под врагами народа Шенье подразумевал якобинцев; он продолжал критиковать их в своих статьях, появившихся в 1792 г. в журнале «Journal de Paris». Наиболее известная из них посвящена празднеству восставших солдат швейцарского полка Шатовье. Шенье выступал с речами в Клубе фельянов, и именно этот успех привёл его в журналистику. С увлечением политикой политизируется и его муза: Шенье пишет оду Шарлотте Корде. Она примечательна тем, что отражает отношение Шенье к политике. В противоположность своему брату Шенье держится в высшей степени гордо и независимо. Он обличает демагогов, в которых видит новую породу льстецов. Сам он при этом примеряет красивую тогу одинокого и непонятого. «Хорошо, честно и сладостно, — пишет он в одной из статей, — ради строгих истин подвергаться ненависти бесстыжих деспотов, тиранящих свободу во имя самой свободы». Горьким предсказанием звучит в оде к Шарлотте Корде восхваление «благородной презрительной усмешки», с которой надо встречать казнь за свои убеждения. Самыми жёсткими к якобинцам были статьи в «Journal de Paris»: «О причинах распрей, приводящих в смятение Францию и останавливающих введение в ней свободы» (26 февраля 1792 г.) и «Письмо Людовика XVI к французскому народу». Шенье предлагал даже произнести речь в защиту короля.
Такого рода политическая деятельность сама по себе в те времена горячей борьбы представляла опасность. Якобинцы его откровенно ненавидели. В 1792 г. он на время оставляет Париж и в тиши Версаля, созерцающим отшельником, вновь целиком отдаётся поэзии. Осталось неизвестным, почему в самый разгар террора 1793 года Шенье вернулся в Париж. Он был арестован 7 марта 1794 г. по подозрению в сношениях с роялистами и был казнён на гильотине 25 июля 1794 г. (8 термидора II года) вместе с Жаном Руше на площади Опрокинутого Трона, сегодня — площади Нации.
Ничего не известно о том, как встретил смерть Шенье, но о его настроении в тюрьме можно судить по его «Ямбам» и стихотворению «Молодая узница» (фр. La jeune captive), написанному в честь красавицы герцогини Флери, урождённой Куаньи. Вместе с Шенье в тюрьме сидели и его друзья Трюдэны. Сразу после казни Шенье его брат Мари-Жозеф был несправедливо обвинён в равнодушии к судьбе брата, приведшему к его гибели. Поводом к таким обвинениям стала горячая газетная полемика братьев, в которой Мари-Жозеф, возможно, был чересчур эмоционален. Однако в последние дни жизни брата он пытался сделать всё возможное. Благодаря ему рассмотрение дела Шенье несколько раз откладывалось. Если бы удалось его отложить ещё на двое суток, то Шенье, возможно, остался бы жив после падения режима Робеспьера.

## Творчество
Когда в начале XIX в. стихи Шенье получили известность, их автора назвали предвестником романтизма. «Шенье, — пишет Сент-Бёв, — был провозвестником новой поэзии; он принёс с собой новую лиру; у неё, правда, ещё недоставало нескольких струн, но теперь эти струны добавлены его последователями». Однако провозвестником новой поэзии Шенье является лишь в теории, в своей поэме «Изобретение» (L’Invention). Его идиллии и элегии соответствуют самым строгим канонам классицизма и, за исключением разве что лирического настроения, в них нет ни одного намёка на характерные для романтиков мотивы. Со времён Эгжера и его книги «Эллинизм во Франции» Шенье считается одиноким поэтом-классиком и гуманистом, стоящим в одном ряду с аббатом Бартелеми, автором «Путешествия молодого Анахарзиса», с графом де Кайлюсом и прочими учёными археологами-эллинистами. Эту характеристику Шенье развил Эмиль Фаге, по мнению которого Шенье должен быть назван провозвестником Парнаса, то есть Леконта де Лиля и Эредиа. Подобные различия в характеристике Шенье вполне естественны. Загадочный и самодостаточный, он стоит в стороне от основного течения в истории литературы Франции. Вместе с Гесснером и Томсоном Шенье причисляется к одиноким фигурам в истории литературы, которые на рубеже двух эпох не принадлежат ни одной из них и отражают особенности обеих. Шенье выглядит из них самым одиноким.
Исходной точкой творческих исканий Шенье был действительно эллинизм — особый, своеобразный и новый гуманизм, который возник в некоторых избранных умах на исходе ложноклассической поры французской образованности. С эллинистами Шенье встречался и сблизился в салоне своей матери. Здесь же он слышал и о Винкельмане. Полугреческое происхождение заставило Шенье с особой страстностью взяться за изучение древнегреческой поэзии, в особенности влияния древнегреческих классиков на французскую литературу начиная с Ронсара и Малерба, для того чтобы создавать собственные произведения в подражание классикам, заимствуя и воспроизводя свойственные их творчеству образы и настроение. Написанные Шенье в этом стиле идиллии и элегии остались неизданными. Шенье погиб в возрасте тридцати двух лет. Обычно в этом возрасте почти каждый поэт считает необходимым обратиться к своей аудитории через поэтический сборник. Поэтому весьма правдоподобной кажется догадка Эмиля Фаге о том, что сам Шенье не считал свою поэзию достойной издания. «Слепец», «Больной» и целый ряд его элегий безусловно совершенны и не уступают более поздним эллинистским творениям Анатоля Франса, Леконта де Лиля и Эредиа, но Шенье чувствовал в себе силы для гораздо большего. Он уже давно пережил свой эллинизм; его поэма «Гермес», сохранившаяся лишь в отрывках, должна была соответствовать принципам той новой и глубоко своеобразной поэтики, которые он формулировал в «Изобретении». В нём он отказывается от подражания античным авторам; Шенье манят новые формы красоты, новые звуки и новые образы. Он повторяет это в категорической форме несколько раз. Прежде всего Шенье желает быть современным. Проживи Шенье дольше, мы знали бы его, вероятно, не как эллиниста, а именно как нового поэта, провозвестника новых принципов поэзии.
Как это ни странно, но чтобы понять Шенье, надо сосредоточиться на изучении отрывков незаконченного «Гермеса» и «Ямбов» в свете вполне уже законченного «Изобретения». Тогда провозвестник новой поэзии Шенье не покажется предтечей романтизма, как считал Сент-Бёв. Романтизм искал вдохновения в прошлом, романтиков увлекали средние века, Шекспир, живописный Восток. Романтизм развивался одновременно с возвратом свергнутого революцией христианства, с нарождением новой идеалистической философии. Он научился у Руссо руководствоваться чувствами, от Шатобриана он узнал о загадочных и знойных страстях. Ничего подобного нет в поэзии Шенье, и его творческие искания не совпадают с этим направлением. Шенье с большим почтением относился к Руссо и оценил Шекспира, «сына гордой Темзы, неукротимого врага покорности, стремящегося победить древних их собственным примером»; но в первую очередь Шенье — рационалист, который превыше всего ставит Монтескьё и Бюффона. Его увлекает разум и научность. «Торричелли, Ньютон, Кеплер, Галилей, — пишет он в „Изобретении“, — более счастливые учёные, чем древние, они открыли целые сокровища новому Вергилию». Шенье мечтает, чтобы поэты творили так, как творили бы Вергилий и Гомер, если бы они родились в конце XVIII в. во Франции. «Пусть, — восклицает Шенье, — среди нас творческие умы достигнут величия Вергилия и Гомера!» Тут нет и тени сходства с романтиками. Если бы Шенье остался в живых, то скорее всего нам было бы известно ещё одно течение французской поэзии, в значительной степени антиромантическое. При всей ограниченности сведений о Шенье можно с уверенностью сказать, что Франция потеряла в нём поэта, призванием которого было поэтическое отражение самых жгучих запросов современности, основанное на научно-философском мировоззрении. Таков был замысел «Гермеса», судя по сохранившимся отрывкам. Изучая их, Сент-Бёв показал, что «Гермес» должен был стать поэмой о мироздании от геологического образования Земли до появления современного общества и государства. Все отрывки «Гермеса» отражают, по мнению Сент-Бёва, рационалистическое, научно-философский взгляд автора. По всей видимости, Шенье работал над «Гермесом» длительное время.
Хронологию создания произведений Шенье восстановить достаточно сложно. Представляется возможным лишь приблизительно выявить переломный для мировоззрения поэта момент, ознаменовавший переход от эллинизма раннего творчества к философско-поэтическим исканиям последних лет и совпавший по времени с созданием поэмы «L’Invention». Эмиль Фагэ предполагает, что эта поэма была написана около 1788 г., когда Шенье состоял при французском посольстве в Лондоне. Это были годы грустного одиночества вдали от близких. Из писем его брата Мари-Жозефа известно, что пребывание в Англии привело Шенье так же, как до этого Вольтера, к изменению литературных пристрастий. Таким образом, в жизненном и творческом пути Шенье можно выделить этап ранней молодости и творческих исканий, проведённый в Париже среди светских развлечений, и более зрелые годы по возвращении из Англии в (1789) г., характеризующиеся вдумчивым и глубоким отношением к жизни и творческому призванию.

## Издания стихов
Первое издание стихов Шенье вышло в 1819 г. благодаря поэту Латушу, причём текст подвергся редактуре издателя. Тот же текст вошёл и в издание 1874 г. в 3 томах. В 1862 г. появилось более полное издание Шенье, сделанное Беком де Фукьером (второе издание в 1872 г.); в 1874 г. вышло ещё одно издание стихов Шенье, осуществлённое племянником поэта Габриэлем де Шенье. В него вошли некоторые до того времени неизданные стихотворения. Главным изданием считается издание Бека де Фукьера, с учётом издания Габриеля де Шенье. Некоторые произведения Шенье в прозе вошли в издание Латуша. В 1842 г. вышел комментарий Шенье к Малербу. В 1872 г. Бек де Фукьер собрал также прозаические произведения Шенье. Множество бумаг Шенье всё ещё хранил Габриэль Шенье и никому не показывал до самой своей смерти (1880). По его завещанию, эти рукописи попали в руки госпожи Шенье; она также ревниво хранила их до смерти в 1892 г. и даже передав их своим завещанием в Национальную библиотеку, не позволила пользоваться ими ещё в течение 7 лет. Только в 1900 г. А. Лефран впервые прикоснулся к таинственным документам. Оказалось, что Габриэль де Шенье уже издал все стихотворения и таким образом сохранял лишь прозаические отрывки. Из них напечатаны: полностью новое произведение Шенье «La Perfection des Arts» (в «Revue de Paris», 1900, 15 октября и 1 ноября); «Apologie» (в «Revue Bleue», 5 мая 1900 г.) и несколько отрывков в «Revue d’histoire littéraire de France» (1901, апрель-июнь).
- Андре Шенье. Сочинения. 1819. Издание подготовила Е. П. Гречаная. — Москва, Наука, 1995. — (Литературные памятники).

## В культуре
- «Андре Шенье» (итал. Andrea Chénier) — опера итальянского композитора Умберто Джордано.
- «Наполеон» (немой фильм, Франция, 1927) — актёр Луис Вонелли[фр.]